# 1288
Високе Середньовіччя •  Реконкіста •  Ганза •  Монгольська імперія

## Геополітична ситуація
Андронік II Палеолог є імператором Візантійської імперії (до 1328), а Рудольф I королем Німеччини (до 1291). У Франції править Філіп IV Красивий (до 1314).
Апеннінський півострів розділений: північ належить Священній Римській імперії, середню частину займає Папська область, південь належить Неаполітанському королівству. Деякі міста півночі: Венеція, Піза, Генуя тощо, мають статус міст-республік.
Майже весь Піренейський півострів займають християнські Кастилія (Леон, Астурія, Галісія), Наварра, Арагонське королівство (Арагон, Барселона) та Португалія, під владою маврів залишилися тільки землі на самому півдні. Едуард I Довгоногий є королем Англії (до 1307), Вацлав II — Богемії (до 1305), а королем Данії — Ерік VI (до 1319).
Руські землі перебувають під владою Золотої Орди. Король Русі Лев Данилович править у Києві та Галичі (до 1301), Дмитро Олександрович Переяславський — у Володимиро-Суздальському князівстві (до 1294). На чолі Угорського королівства стоїть Ласло IV Кун (до 1290). У Великопольщі княжить Пшемисл II (до 1296).
Монгольська імперія займає більшу частину Азії, але вона розділена на окремі улуси, що воюють між собою. У Китаї, зокрема, править монгольська династія Юань. У Єгипті владу утримують мамлюки. Невеликі території на Близькому Сході залишаються під владою хрестоносців. Мариніди правлять у Магрибі. Делійський султанат є наймогутнішою державою Північної Індії, а на півдні Індії панують держава Хойсалів та держава Пандья. В Японії триває період Камакура.
Цивілізація мая переживає посткласичний період. Почала зароджуватися цивілізація ацтеків.

## Події
- У січні Львів два тижні тримали в облозі ординці хана Телебуги. Після відходу орд Телебуги князь Лев І провів перший відомий перепис, з'ясувавши, що з рук татар загинуло чи забрано 12,5 тисяч осіб.
- Генуезці побудували колонію в Монкастро (сучасний Білгород-Дністровський).
- Арагонці відпустили на волю за викуп неаполітанського короля Карла II Анжуйського.
- Розпочався понтифікат Миколая IV.
- Папа римський Миколай IV відлучив від церкви угорського короля Ласло IV Куна за те, що він опирався на язичників половців у боротьбі з угорськими баронами.
- У битві біля Воррінгена Жан I Брабантський здобув перемогу над Гельдерном. Кельн оголосив себе незалежним від архієпископа вільним містом.
- Імператор династії Юань Хубілай послав Марко Поло у В'єтнам.
- В'єтнамці потопили монгольський флот за допомогою ввіткнутих у дно бамбукових паль з залізними наконечниками. Скінчилися монгольські вторгнення до В'єтнаму.

## Померли
Констанція Угорська — галицька княжна, дружина Лева І (остання згадка)